# Devonport (Devon)
Devonport es un distrito de Plymouth en el condado inglés de Devon, aunque fue, en un tiempo, el asentamiento más importante. Se convirtió en distrito municipal en 1889. Devonport era originalmente uno de los "Tres Pueblos" (junto con Plymouth y Stonehouse del este); estos se fusionaron en 1914 para formar lo que se convertiría en 1928 en la ciudad de Plymouth. Está representada en el Parlamento británico como parte de Plymouth Sutton y Devonport. Su parlamentario elegido es Luke Pollard, miembro del Partido Laborista. La población de la localidad en el censo de 2011 era de 14.788 personas.